# Cinco Dias, Cinco Noites
Cinco Dias, Cinco Noites é um filme português, uma longa-metragem de ficção realizada por José Fonseca e Costa em 1996. O filme tem como base o romance homónimo de Álvaro Cunhal escrito com o pseudónimo de Manuel Tiago. No filme participam os actores Vítor Norte e Paulo Pires.

## Elenco[1]
- Paulo Pires - André
- Sinde Filipe - Amigo
- Vítor Norte - Lambaça
- Mário Moutinho - Fotógrafo
- Diana Costa e Silva - Rapariga no autocarro
- Cucha Carvalheiro - Mulher no autocarro
- Laura Soveral - Senhora Conceição
- Teresa Roby - Júlia
- Miguel Guilherme - Acácio
- Joaquim Nicolau - Armando
- Rita Durão - Gracinda
- Canto e Castro - Velho
- José Eduardo - Sargento
- António Lago - GNR
- Ana Padrão - Zulmira
- Pedro Efe - Caçador
- Padre Fontes - Barqueiro